# Барбеано (Порденоне)
Барбеано је насеље у Италији у округу Порденоне, региону Фурланија-Јулијска крајина.
Према процени из 2011. у насељу је живело 574 становника. Насеље се налази на надморској висини од 110 м.